# 小行星29137
小行星29137（29137 Alanboss）是一颗绕太阳运转的小行星，为主小行星带小行星。该小行星于1987年10月18日发现。

## 轨道参数
小行星29137的轨道半长轴为2.2938809 UA，离心率为0.220。